# Colton (North Yorkshire)
Colton è un villaggio e parrocchia civile dell'Inghilterra, appartenente alla contea del North Yorkshire.